# فيرن غوثير
فيرن غوثير هو لاعب هوكي جليد كندي، ولد في 31 أغسطس 1919 في شيكوتيمي في كندا، وتوفي في 7 نوفمبر 1992.

## وصلات خارجية
- فيرن غوثير على موقع دوري الهوكي الوطني (الإنجليزية)
- فيرن غوثير على موقع EliteProspects.com (الإنجليزية)
- فيرن غوثير على موقع HockeyDB.com (الإنجليزية)
- فيرن غوثير على موقع Hockey-Reference.com (الإنجليزية)